# Ligne de tramway 459
La ligne 459, d'après son numéro de tableau horaire, est une ancienne ligne de tramway vicinal de la Société nationale des chemins de fer vicinaux (SNCV) qui reliait Engis à Verlaine entre 1913 et 1932.

## Histoire
La ligne est mise en service en 1913 et fermée en 1932.

## Infrastructure

### Dépôts et stations
Nom : (gare) : quand le dépôt ou la station est accolé ou proche d'une gare.
Type : D : dépôt , S : station , Sf : si la station sert de gare douanière à la frontière , Sp : si la station est établie dans un bâtiment privé le plus souvent un café ou plus rarement une habitation privée.
| Illustration | Nom      | Type | Commune  | Localisation                | État            | Remarques |
| ------------ | -------- | ---- | -------- | --------------------------- | --------------- | --------- |
|              | Verlaine | DS   | Verlaine | 50° 36′ 13″ N, 5° 19′ 25″ E | En service TEC. |           |

## Exploitation

### Horaires
Tableaux horaires :
- 1931 : 459.